# Radio Gemini

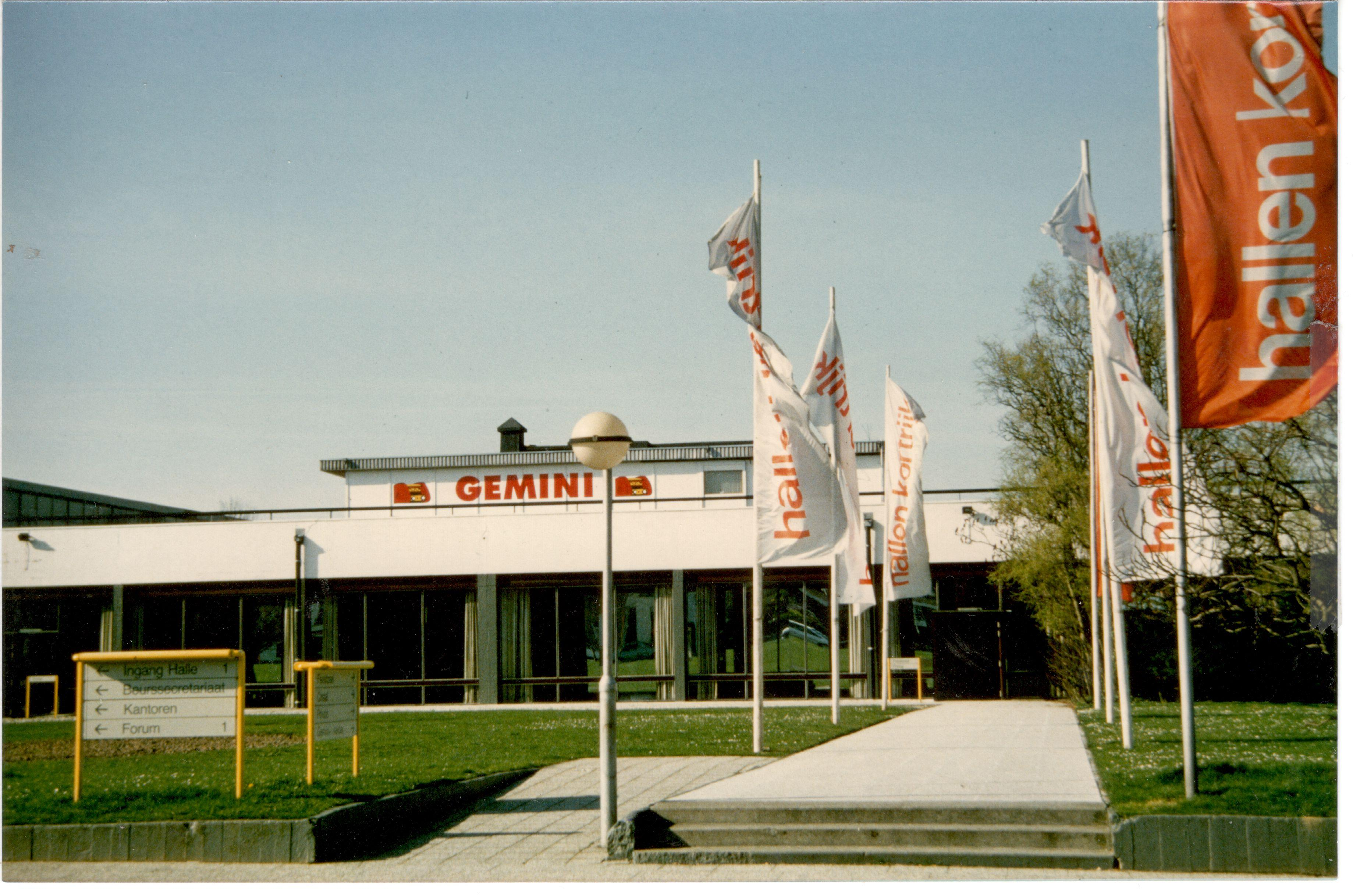
De radiostudio's van Radio Gemini, jaren 80, bovenop de Kortrijkse Hallen (huidig KortrijkXpo)(c) thierry missiaen)

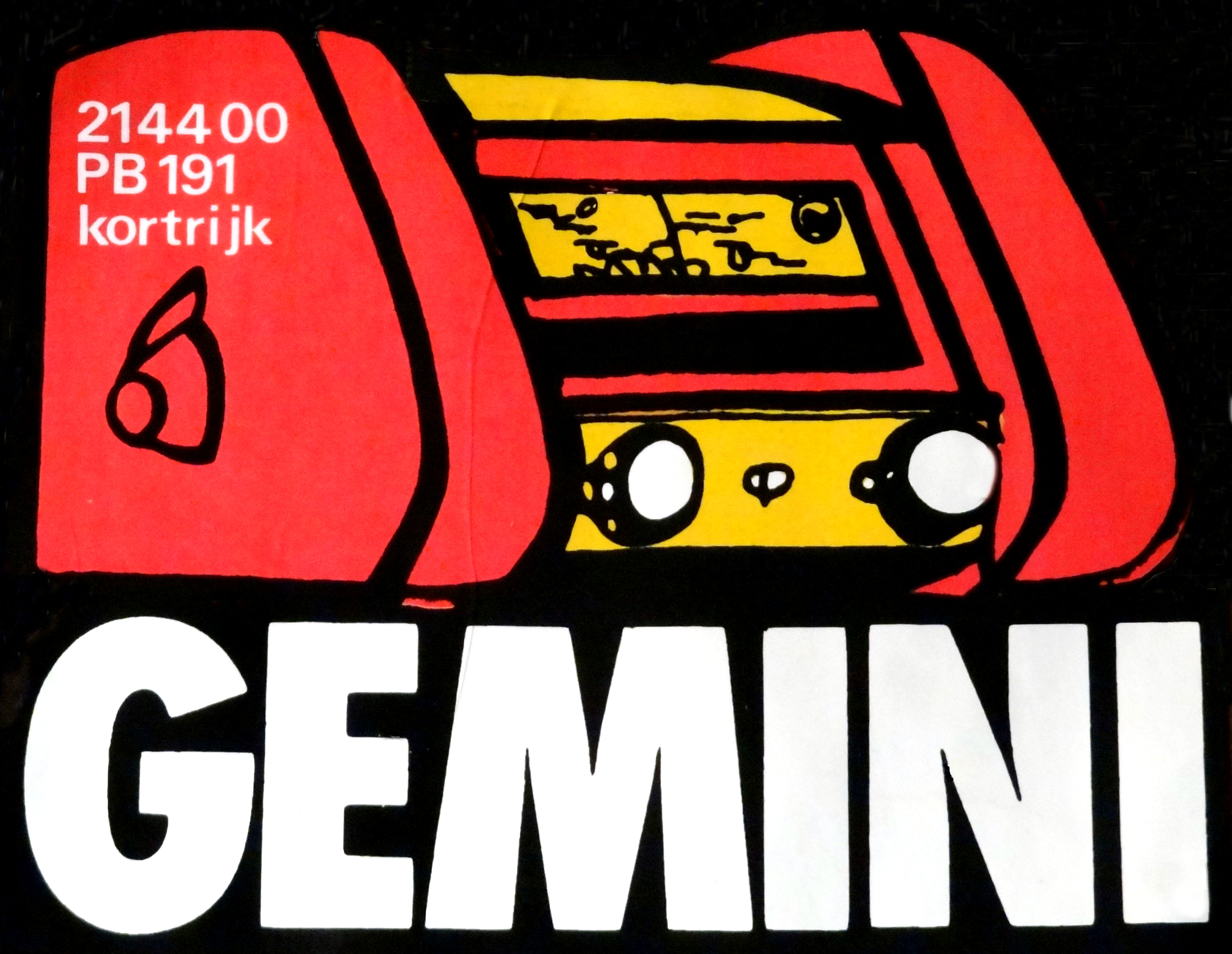
Promotieklever

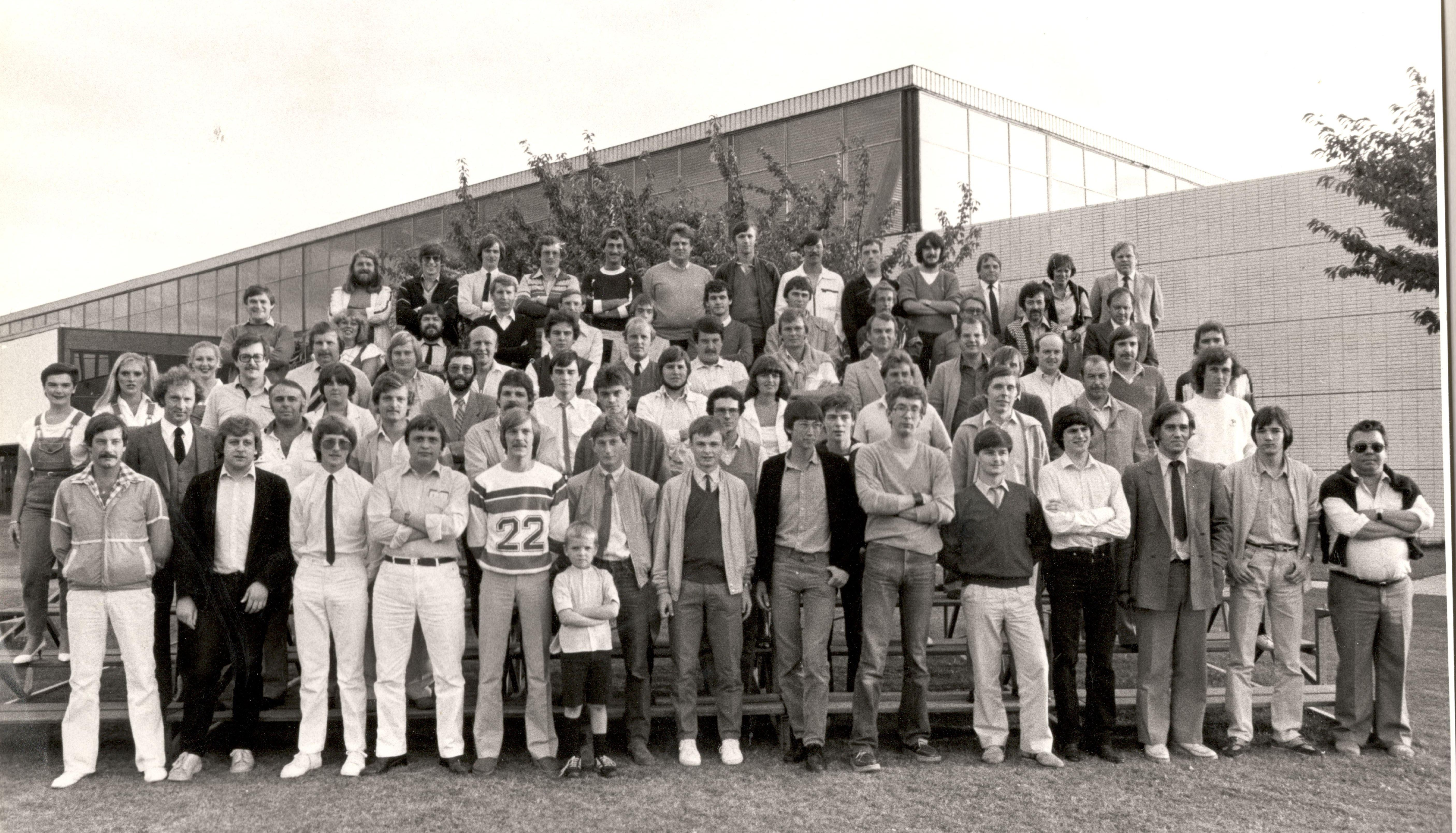
De gemini-equipe gefotografeerd aan de Kortrijkse Hallen in de lente van 1982

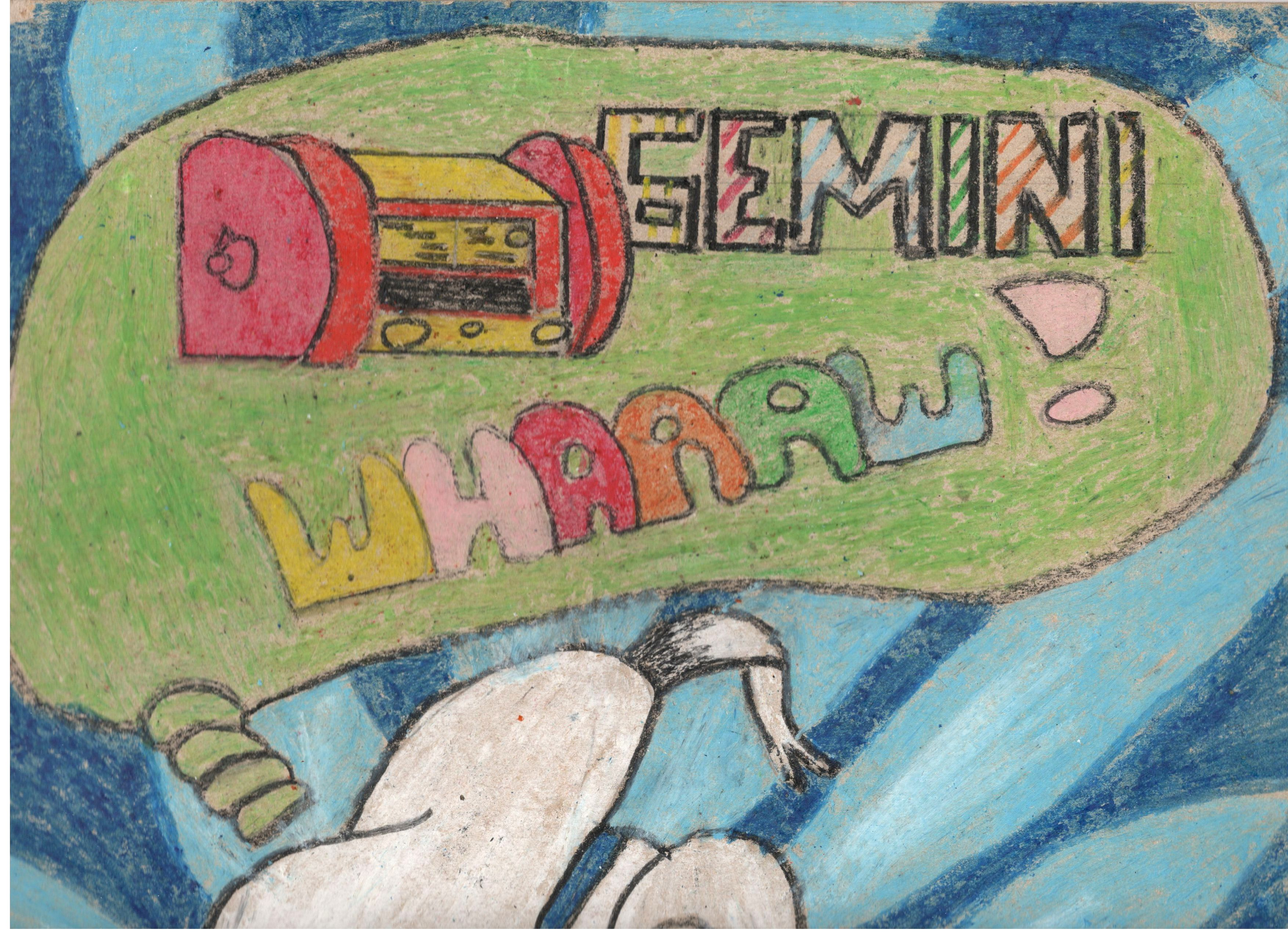
Creatieve ansichtkaart van fans van Gemini zoals er velen binnen vielen in PB191 te Kortrijk, uit 1986

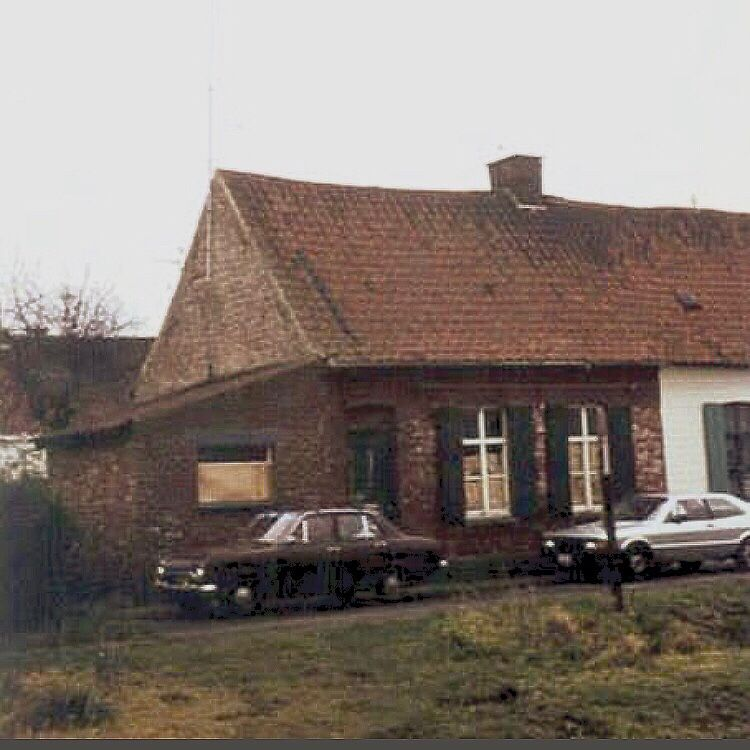
In het Waalse plaatsje Herseaux begonnen op 23 december 1979 in illegaliteit de eerste officiële uitzendingen van radio Gemini (foto 1)

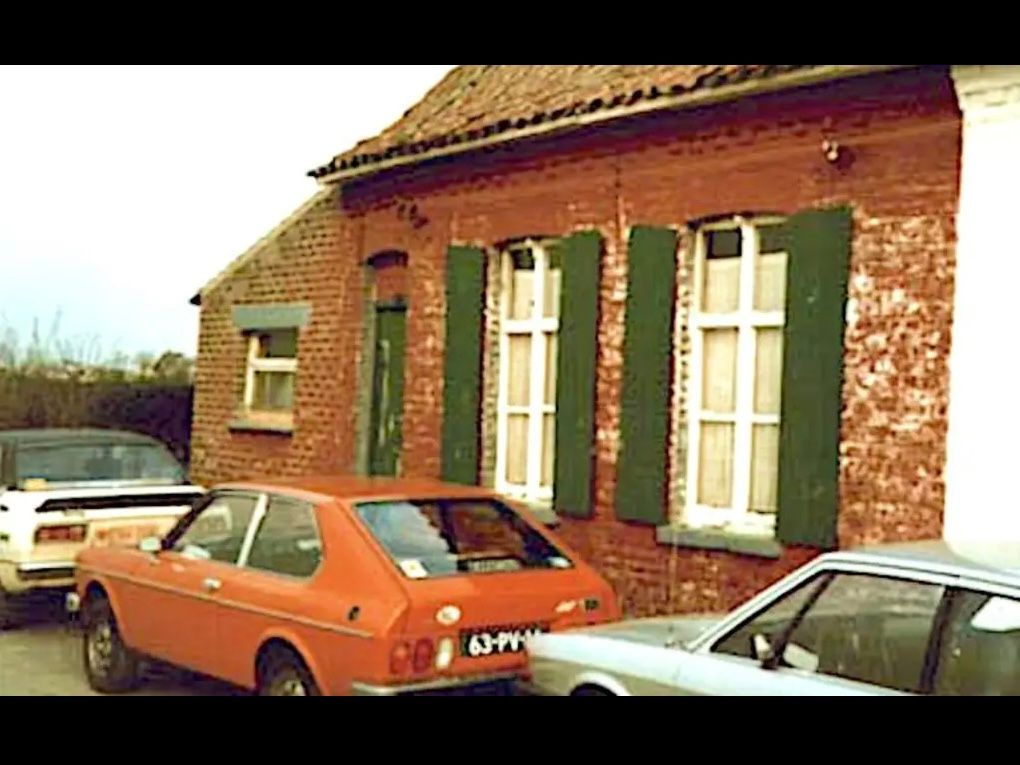
In het Waalse plaatsje Herseaux begonnen op 23 december 1979 in illegaliteit de eerste officiële uitzendingen van radio Gemini (foto 2)

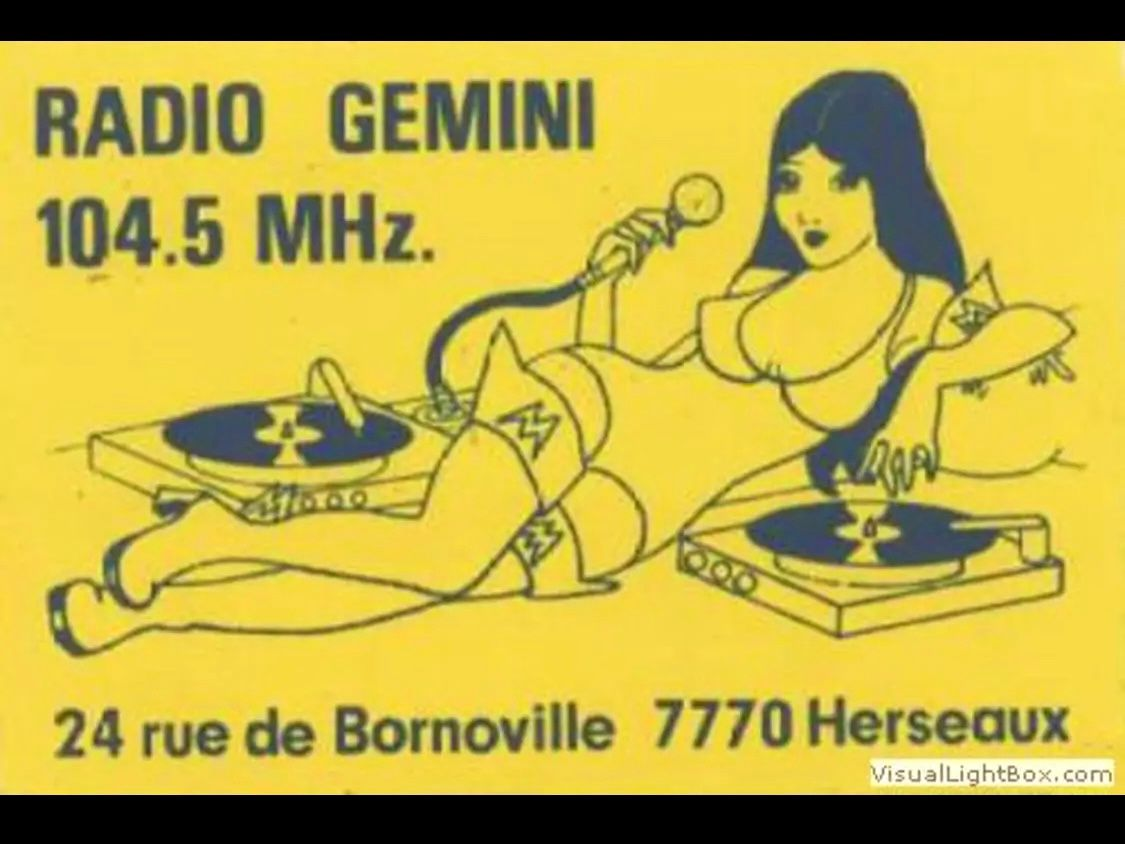
Sticker Radio Gemini Herseaux 1979

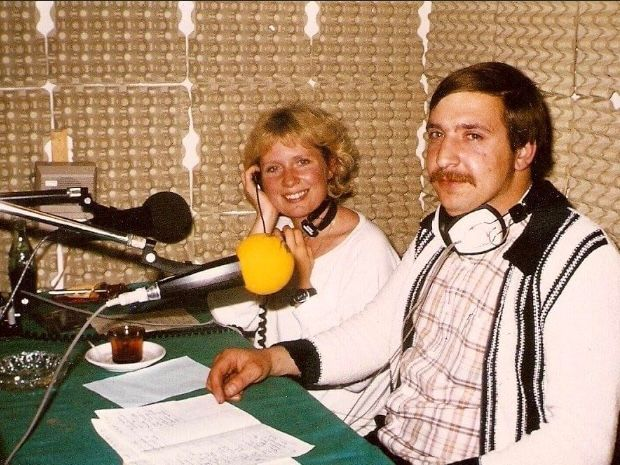
Belgische zangeres (wijlen) Ann Christy (Christiane Leenaerts) en (wijlen) Reggy Vandenberghe aka Geert Brouwer in de studio van radio gemini in Moeskroen (1980)

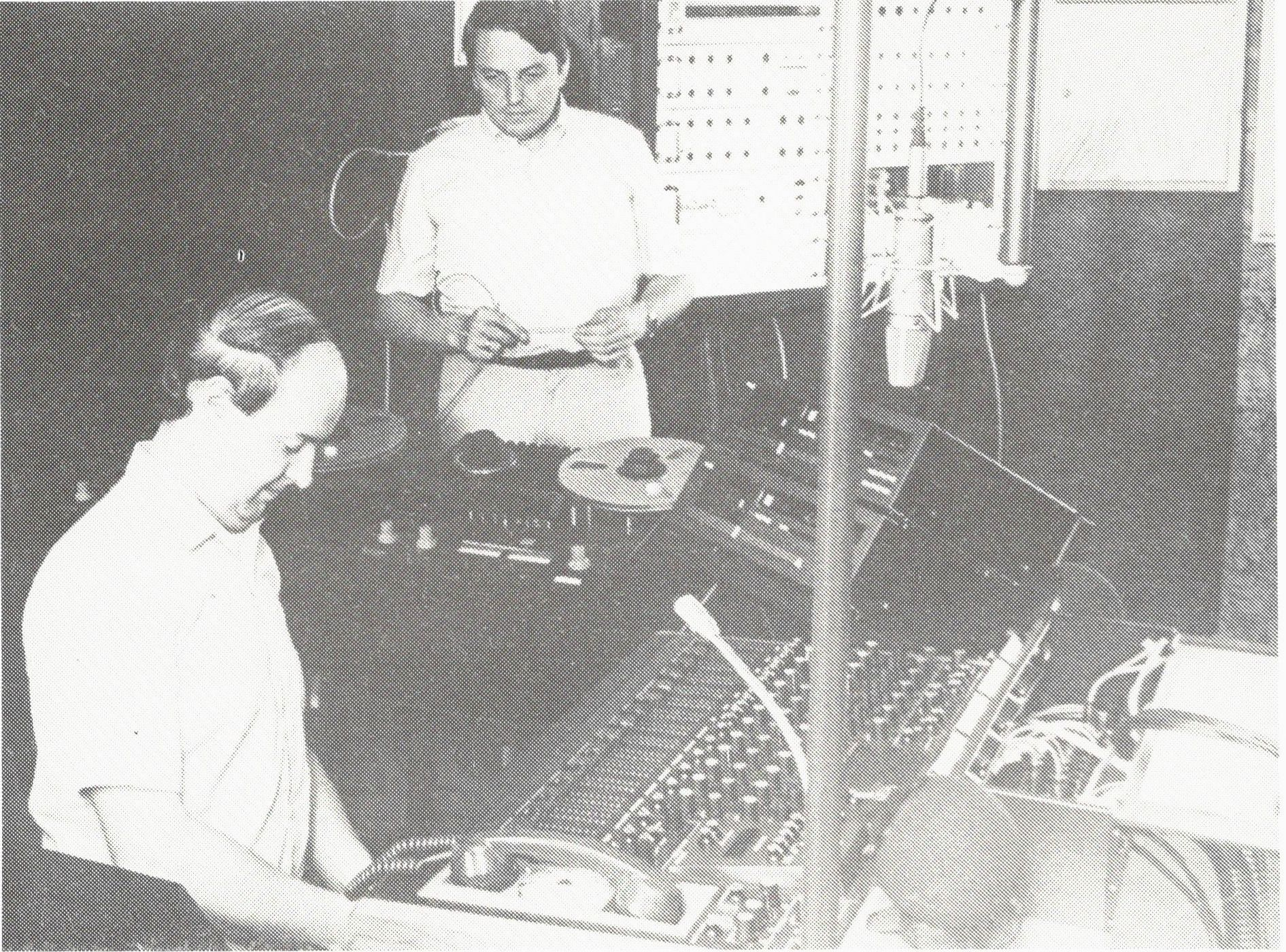
Mecenas Marc Coopman alias McKenzie (rechtstaand) en Roland Staelens (zittend) bij de bouw van een professionele studio In KortrijkXpo (1982)

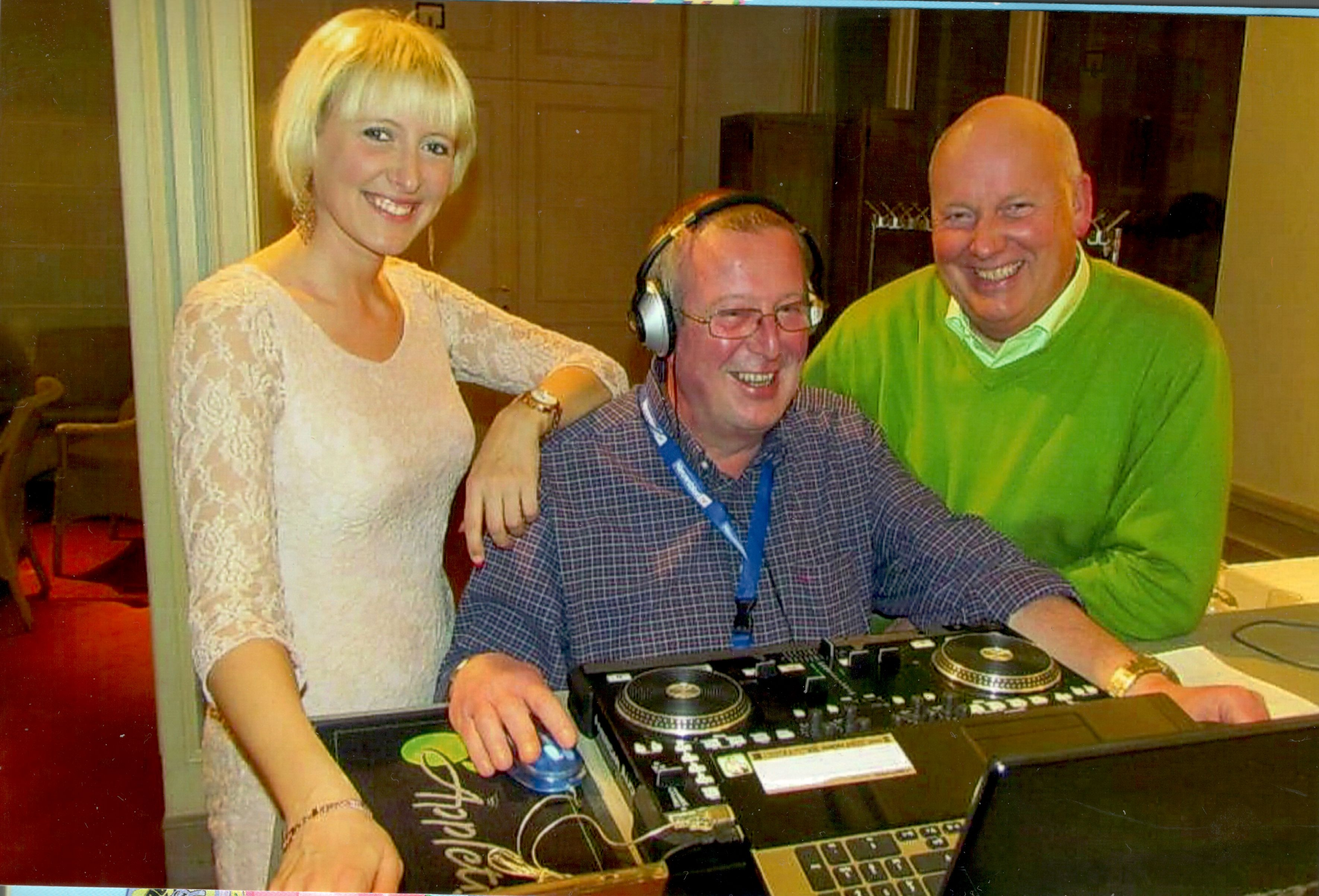
Oud-geministen zetten in 2012 een webradio op poten, Radio 19 genaamd. Op de foto Patricia Govaerts (=zangeres Trisha en vriendin Crombé), technieker Lieven Vandaele (ex-gemini) en Ignace Crombé (ex-gemini) in Cortina te Wevelgem.

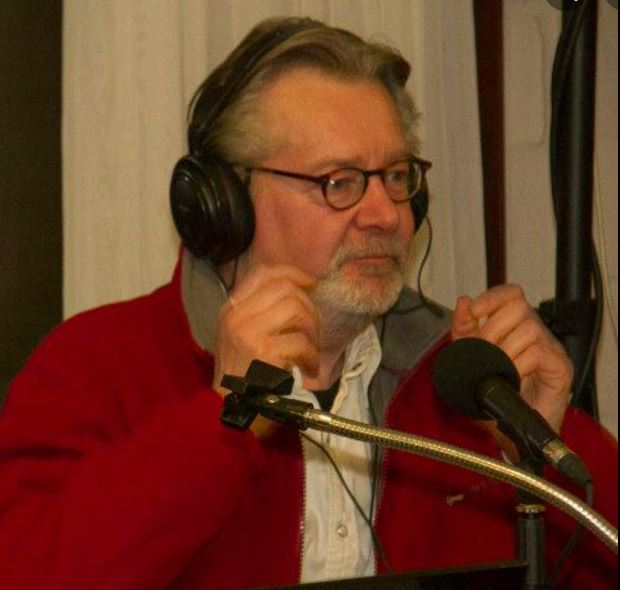
Jean-Luc Bostyn alias Tom Bremer bracht, als Stationmanager en man van het eerste uur van de 'vrije radio', samen met zijn equipe van wel 300 vrijwillige medewerkers, Radio Gemini naar een ongekend hoogtepunt (jaren 80) (foto 2021)

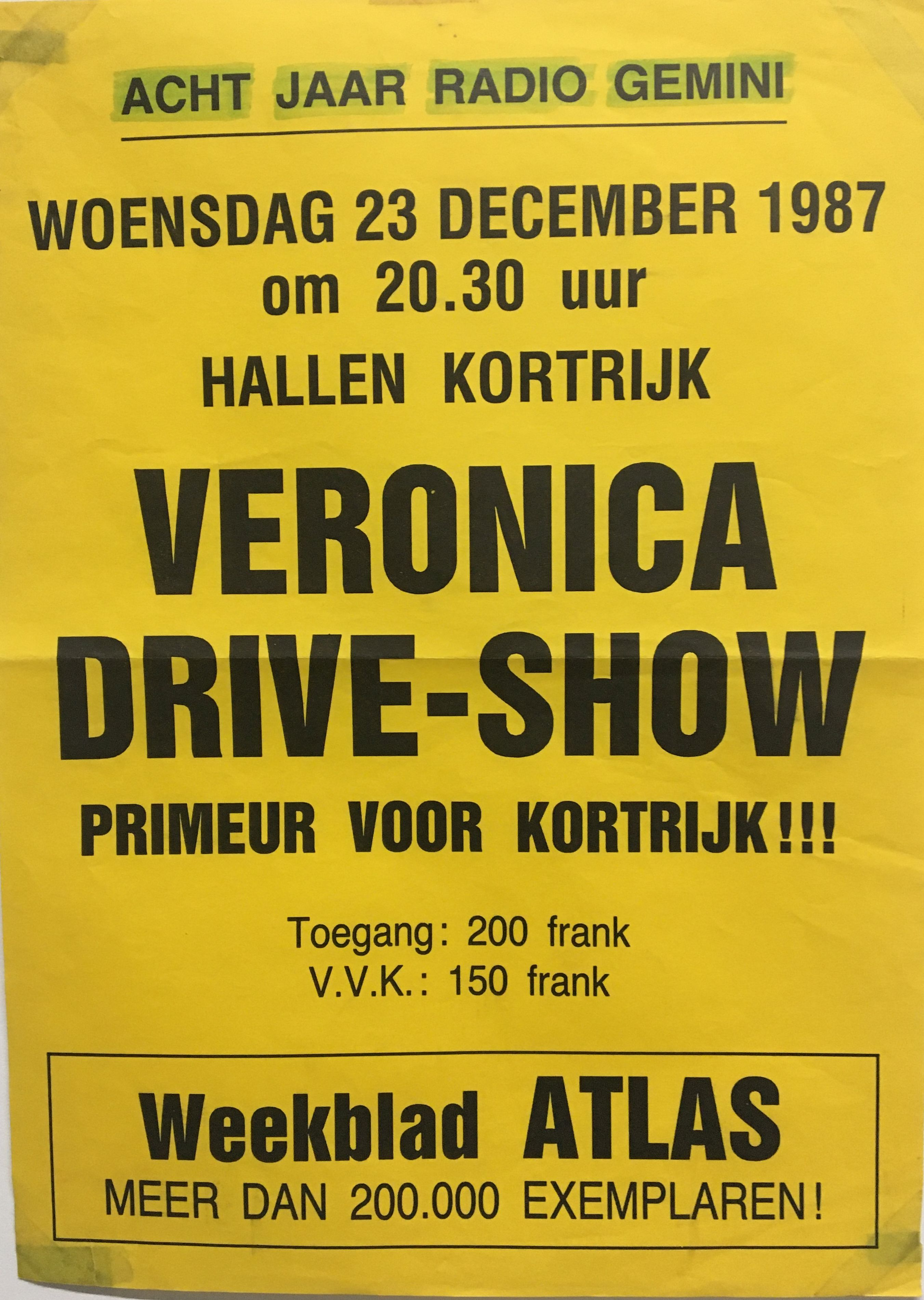
Affiche 8 jaar Gemini (1987)

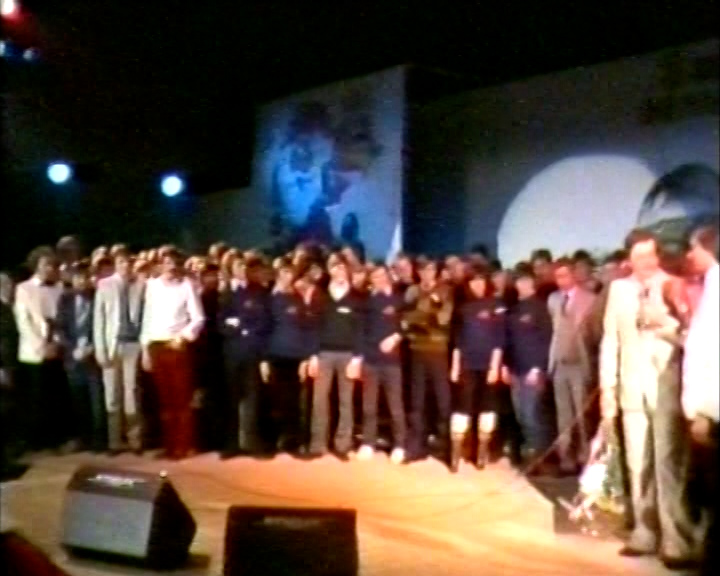
"Drie jaar radio Gemini", event op 19 december 1982 in de Hallen van Kortrijk. Jean-Luc Bostyn met de gemini-equipe op het podium.

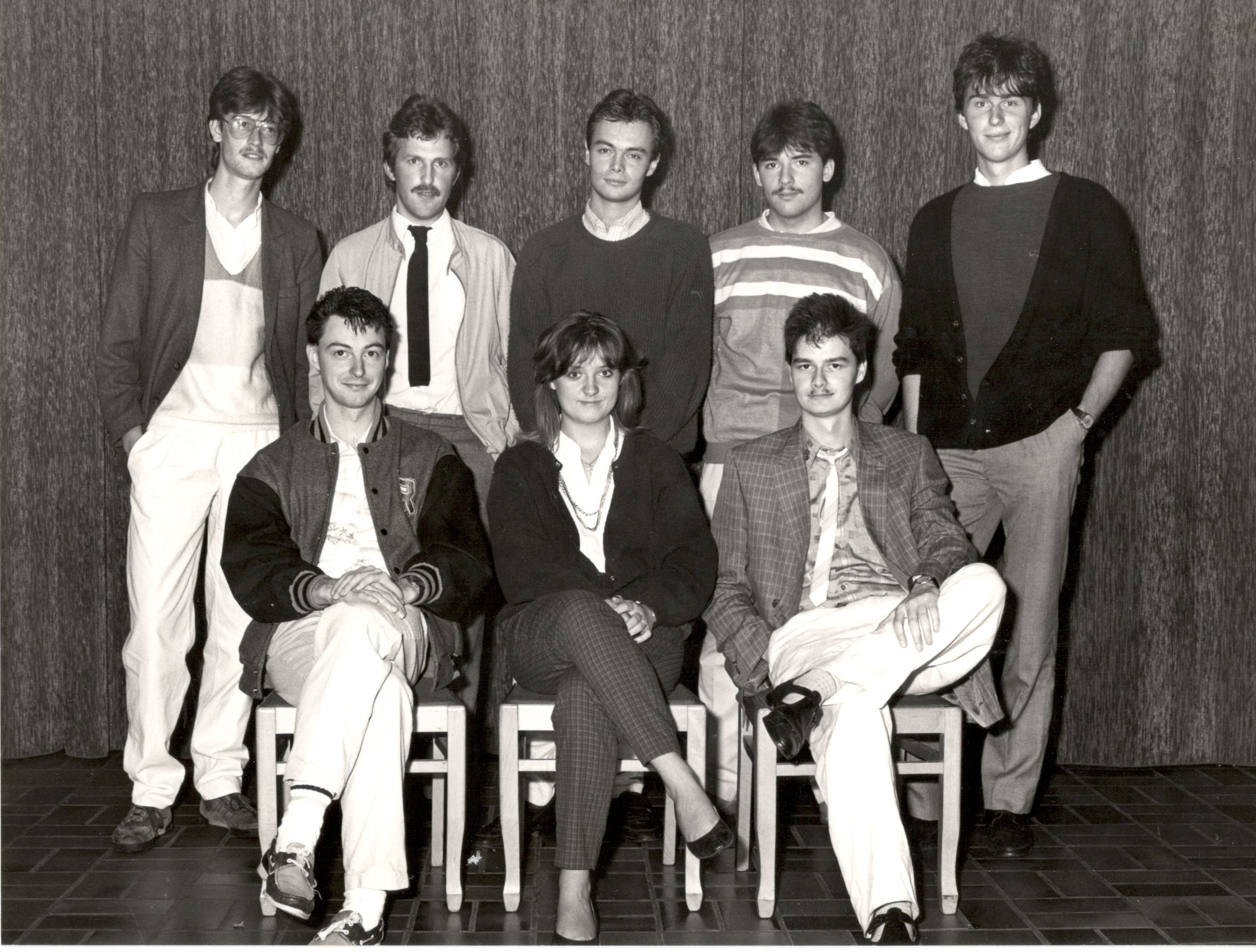
De Halfzaterdag-equipe. Foto 1985 (boven) : Peter Baert (+), Piet Desmedt, Jean-Marie Laverge(JM Duval), Bruno Demaitre (Bruno Kazier), Renaat Vaes (Tom Vermeulen). (onder): Jan Snoeck (Jan Wiegel), Katia Devos (Nathalie) & Thierry Missiaen.

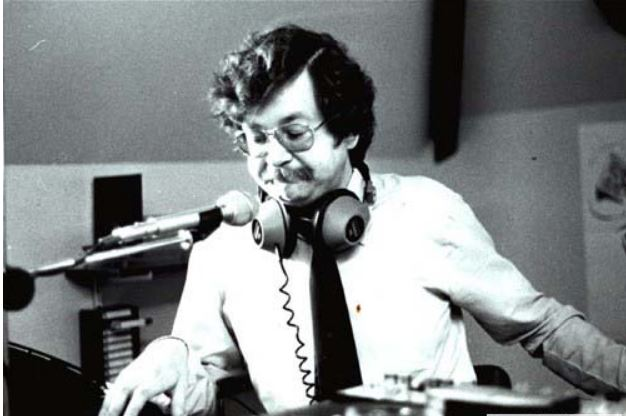
Stationmanager en programmamaker Jean-Luc Bostyn in 1987

Radio Gemini of voluit Radio Gemeenschappelijke En Muzikaal Informatief Neutrale Instelling was een Vlaams onafhankelijk radiostation dat uitzond tussen 1979 en 1992. Het station wordt beschouwd als een van de eerste vrije piraat landzenders in België. Aanvankelijk werden zowel Franstalige als Nederlandstalige programma's uitgezonden als een tweelingzender.

## Geschiedenis
Begin 1979 werd een eerste poging ondernomen de zender op te starten door Geert Rapoye (alias Geert Vandijk) en Dirk Decruyenaere (alias Ferry Van Loon). Ze kwamen in contact met Jean-Luc Bostyn, de uitgevers van RadioVisie, een radioblad voor Vlaanderen & Nederland, en richtten Radio Zuid op. Ze hadden al enkele test gedaan en wilden op 1 april van start gaan vanuit de Roterijstraat in Kortrijk. De rijkswacht viel binnen voor de uitzending en nam de zenders in beslag. Omdat in Wallonië minder streng werd opgetreden, werd naar daar uitgeweken.
Op zondag 23 december 1979 werd de eerste illegale uitzending gestart vanuit Herseaux op 100.3 fm. Aanvankelijk was dit deels met Nederlandstalige en Franstalige programma's. De zender werkte volledig met vrijwilligers (op een bepaald moment wel 300) en had op zijn hoogtepunt bijna 80.000 luisteraars in Zuid-West-Vlaanderen en Henegouwen.
De zender verhuisde in maart 1980 naar Dottignies en zond toen 19 uur per dag uit. Ook werd de vzw opgericht die nu nog steeds losse activiteiten organiseert en de webstek onderhoud. In dat zelfde jaar werd op 9 oktober de zendinstallatie in beslag genomen in opdracht van de toenmalige burgemeester, Jean-Pierre Detremmerie, die actief was met een andere zender. Een noodstudio gaf soelaas tot men vanuit Moeskroen kon zenden vanaf 7 november 1980. Bij de eerste verjaardag werd overgeschakeld op 24 uur uitzendingen voor 7 op 7 dagen. De toenmalige BRT (overheidsradio) verzorgde toen nog geen nachtuitzendingen.

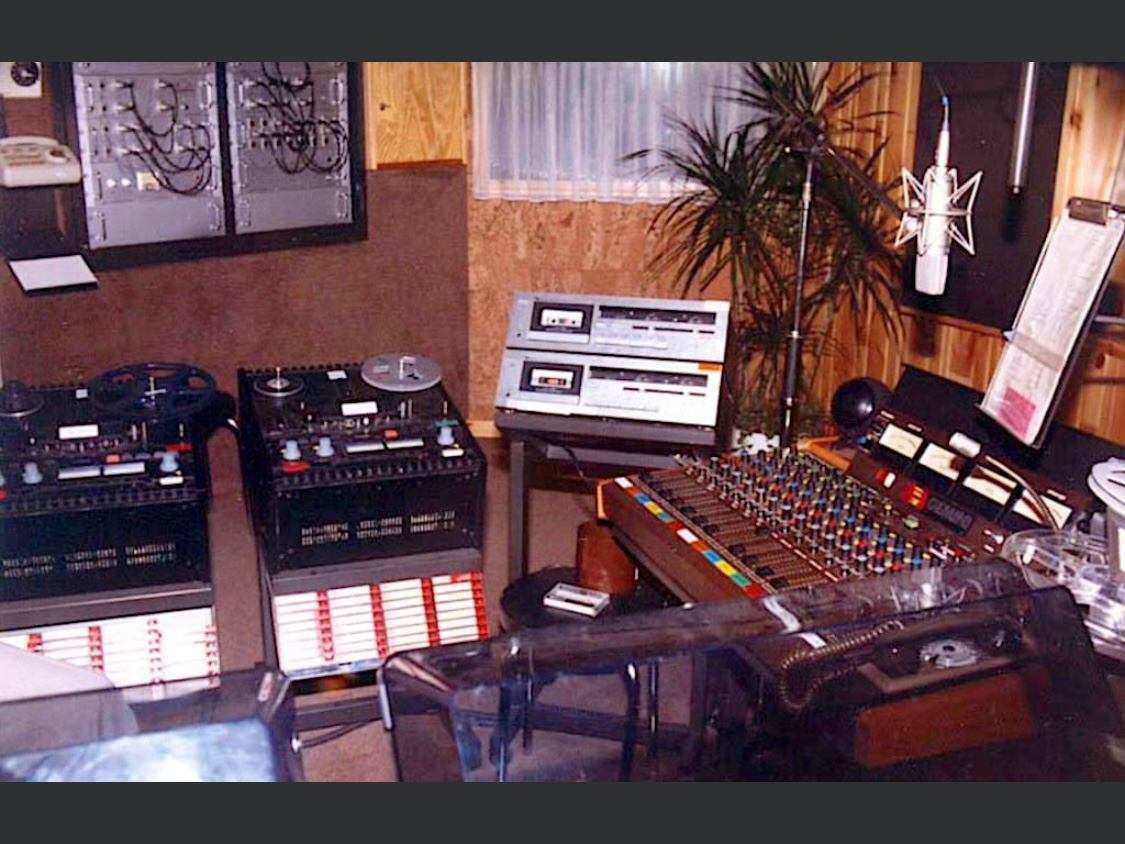
De hoofdruimte van de professionele studio's die werden gebouwd in het pand bovenop de Kortrijkse Hallen en in dienst gingen in de zomer van 1982. Alles gebeurde onder de leiding van Frits Valcke, Marc Coopman, Roland Staelens en Bruno Vandenbulcke (aka Tony Winter) (ook zendtechnicus). De antennes stonden op de hoge toren van de Hallen.

Bij Radio Gemini verzorgden ook, vanaf 1980, een reeks Nederlandse radiomensen met een zeezender-verleden, een voor opgenomen bandprogramma ( als daar waren Peter Van Dam (Peter Nijdens (+)), Frank Van der mast (Jan de Hoop), Bert Van Tast, Marc Jacobs (Rob van Dam), Lian Backx, Charles Dupont (+), Rob Ronder, Edward Klein, Jelle Boonstra,...). Frans Schuurbiers (alias Dielis Bergen) was de connectie met de Nederlanders. Hij zocht ze en zorgde dat hun opnames wekelijks op tijd in de studio waren. Zelf kwam hij in het weekend vanuit Nederland live in Vlaanderen een verzoekplatenprogramma brengen, het duurde elke zaterdagnacht vijf uur lang en heette 'Geef me de nacht' ('give me the night' van George Benson was het leidmotief). Luisteraars konden de nacht door direct live op antenne groetjes overmaken en een verzoekplaat aanvragen.
Omdat Radio Gemini ook in Noord-Frankrijk en uiteraard in het noorden van Henegouwen goed te ontvangen was, werd vanaf 1981 tot de verhuis naar Kortrijk ook twee uur per week in het Italiaans uitgezonden en één uurtje in het Engels. Dat laatste programma werd in Londen opgenomen. De Italiaanse uren gingen live vanuit Moeskroen. Ze werden gepresenteerd door Antonio Condina. De Britse presentator was Joe King, die een poos werkte in het Caroline House in Den Haag. Als leraar in Wimbeldon betrok hij zijn leerlingen in zijn shows.
Ondertussen kreeg Radio Gemini wat meer bekendheid en zond simultaan uit met publieke zenders uit Hilversum 1 (NOS) op 5 juli 1981.

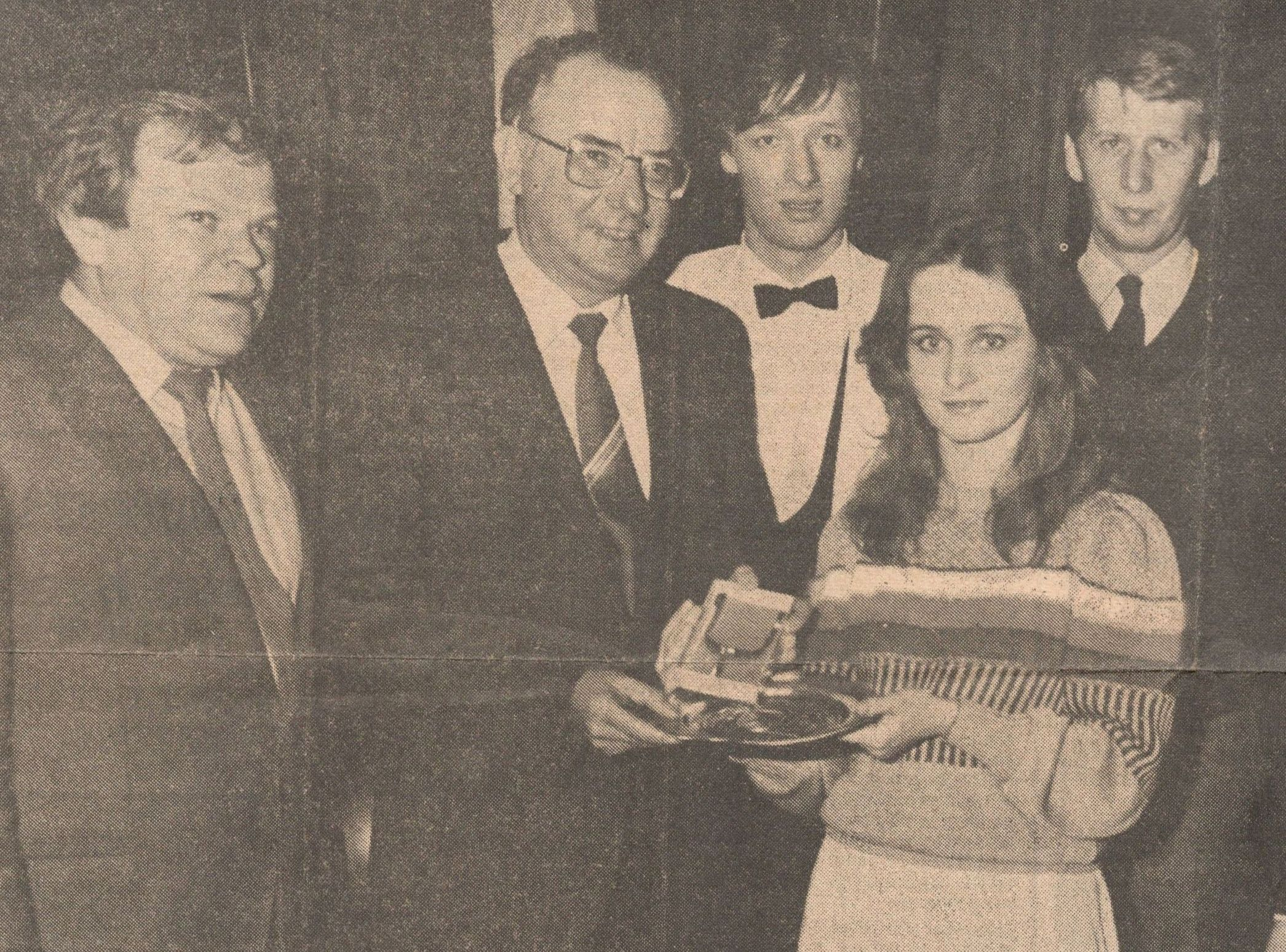
De Duitse zangeres (& winnares van het Eurosongfestival) Nicole wordt gehuldigd door de Stad Kortrijk naar aanleiding van "drie jaar Gemini", een reuze-event in KortrijkXpo (1982) Op de foto : Vynckier D., Schepen Sansen, Patrick Maes aka Pat Verhaeghe, Nicole en André Caes aka Andy KissKass ((c)thierry missiaen - Atlas weekblad)

Sinds april 1982 werd uitgezonden vanuit een nieuwe locatie, een pand bovenop de Hallen van Kortrijk (Kortrijk Xpo) op 103.6 fm omdat de RTBF 100.4 fm in gebruik nam. De nieuwe studio's in de Hallen waren voor hun tijd vooruitstrevend te noemen. Hierdoor werd Gemini de stadszender van regio Kortrijk en werden de Franstalige programma's afgevoerd.
Op 20 juni 1983 kon radio Gemini uitzenden via de antennes van Hilversum 2 van de Veronica Omroep Organisatie bij "De Grote Verwarring". Ook zond de Nederlandse televisie op 1 april 1981 een documentaire uit over Gemini door het aantal Nederlandse radiomakers die voorheen bij zeezenders actief waren.
Radio Gemini en vele andere vrije radio's waren in de jaren 80 ook een forum voor de Vlaamse showbusiness en de Belpop. Patrick Marysse (met verbinding met zijn broer, Eric Marijsse) interviewde elke zaterdag opnieuw bekende Vlaamse zangers en zangeressen en daarnaast ook jong talent. Hun plaatje kon dan worden getipt voor 'Gemini's troetelschijf', een geplugde plaat die elk uur werd gedraaid. ( Eric Marijsse is een Vlaamse zanger en was begin jaren 70 de grote man achter het populaire maandblad Hitorama). 
Naar aanleiding van "drie jaar Gemini" organiseerden de medewerkers (op 19 december 1982) een happening met vele (vooral Vlaamse) vedettes en met de Duitse zangeres Nicole. (Nicole had toen net het Eurovisiesongfestival gewonnen). De happening bracht 3000 sympathisanten naar de Hallen van Kortrijk.
Begin 1983 nodigde Gemini ziekenomroep "Studio Bloema"(Kortrijk) uit om tweewekelijks op zondagmorgen een verzoekprogramma uit te zenden voor zieken. Het programma 'zeg het met Bloema' liep een aantal jaren via de antennes van Gemini. Bloema verzorgde voordien enkel programma's op band via het intern circuit van ziekenhuizen en doet dat nog steeds. Ziekenomroep Bloema vierde in 2019 zijn 50e verjaardag.
Dit zijn maar enkele opvallende programma's en radiomakers uit de gloriejaren, 1982,1983...in Kortrijk : 'Lekker opstaan met Jan Steen (Jean-Pierre Pylyser), Muziekfabriek (Tom Bremer), Groen Licht (funky Thierry), de non-stop programma's van o.a. Eddy Delaere, Marc Lievens, Jan Van Acht, Patrick Hermans, John Marvin(+)..., Showstory (Patrick Marijsse), De Gemini top 40 (John Van Meenen), Geef me de nacht (Dielis Bergen), Young America (Fredo Vanpoort), de IQ-kwis (Rene Berton aka Don Pedro) & Andre Caes (aka Andy Kisskass)(+), De top 15 der Nederlanden & 'Country & Western Roundup' (Rik Sanders), Popland (Herman & Grietje Maes), de Radioshow (Zeger)(+), Zonder twijfel disco (Poll van Ghent), Kwartzaterdag (Jan Snoeck & Co), Zeg het met Bloema (ziekenomroep Bloema), oldies met Piet Desmedt en Didier Groenweghe(+)...en de programma's van Carlo Bram, Sahin, Rudy Debruyn, Dirk Desmet, Rob Anderson(NL), Robbie Dejongh, Geert Brouwer(+), Staf de zesde, Tony Winter (TW), Gi van Aalst, Sammy Parker, Martin Staelens, Pat Verhaeghe, Jean-Marie Duval, Dirk Lodewyckx, Henk Peel (+), Mike Davis, Tony Debruiker, Jacques Baert, Dirk Devries, Joost Strosse & Lieve Terrie, Dirk Malfait (+), Peter Claus, Steve Dunn, Hans Van Gelder, Pat David, Bart Bouwman, Alain Declercq, Manfred Anders, Fons Desmet, Katia Devos(Nathalie), Guido De Simpelaere, Marc Vanwinkel, Ignace Crombé (+) & Lieven Vandaele, Tom Lesaffer...het uitgebreide sportteam olv Gino Vandevenne (aka Gino Vdv) en de nachtprogrammatie olv. Geert Van dijk, het promotieteam met Eddy Dewit...en vele anderen. 
In 1984 blokletterden de kranten dat het nieuwe radioconcept, 'Halfzaterdag', de pijler was van het vernieuwde Gemini. Het concept werd bedacht door Jan Snoeck (vroeger Jan Wiegel) en Thierry Missiaen (vroeger funky thierry) en was een 12 uur durend totaalprogramma, elke zaterdag opnieuw.
Hoewel de zender van de RTT al enige tijd over een toestemming beschikte duurde het tot juli 1986 alvorens het Ministerie van Cultuur zenders vergunningen verschaften. In 1988 kregen in regio Kortrijk, naast Gemini ook Radio Magic en WLS (nu Radio Contact) een vergunning.
Het lijvig aanvraagdossier van Gemini werd als voorbeeld aangedragen voor de aanvraag van andere licenties.
Tijdens een luisteronderzoek in 1987 stond Gemini in de top10 van omroepen met 71 000 luisteraars. In 1988 sloot Gemini zich aan bij het radionetwerk, "vijfsterrenradio" genaamd van de krantengroep, de Vlaamse Uitgeversmaatschappij (VUM; later Corelio, huidig Mediahuis) om hun bestaanszekerheid te garanderen. Dit was het einde van de onafhankelijkheid van Gemini omdat Gemini voor het eerst tot een soort netwerk behoorde en sommige programma's op verschillende radio's werden uitgezonden. Het nieuws kwam ook van de redactie van de kranten van VUM.
Door de opstart van VTM in 1989 verloren regionale zenders vele nationale adverteerders. In 1990 sloot Gemini zich aan bij Dansradio Vlaanderen en wat later bij Topradio onder de naam Topradio Gemini. De laatste uitzending was in 1992 vanuit de Schaapsdreef in Kortrijk.
Rond 2012 zetten enkele oud-gemini-gedienden een webradio op poten, "Radio19" genaamd. Om diverse redenen kunnen zij de iconische naam "gemini" niet gebruiken. Hun programma's werden uniek voor  Radio 19 gemaakt door een tiental gemini-presentators van toen. Het avontuur, onder deze vorm, duurde een paar jaar maar Radio19 bestaat nog steeds, zij het als onlinestream en is in handen van geminist Fabian Croes (alias Mike Davis).
In 2018 wijzigde radio Wasabi (Kuurne/Zwevegem) zijn naam naar Gemini door verlies van zendrechten. Er is geen link met de historisch zender.
Bij de doorbraak van internetradio waren alweer verschillende geministen actief met een eigen webradio. De Kuurnenaar Reggy Vandenberghe (+) alias Geert Brouwer startte 'radio mia migo' op, uit liefde voor de zeezender.
https://radiovisie.eu/blad-1537-geert-brouwer-maradio-be-radio-campus-lille/?highlight=geert%20brouwer
Mede-oprichter van Gemini (1979), Geert Rapoye alias Geert van Dijk, begint in Kortrijk met webradio KL85, een radio met zeezender-concept.
Kortrijk blijft verder pionieren, minder opvallend dan weleer, maar de webradio’s telen er welig: Gemini Online, FM Kortrijk, Quindo (gesubsidieerd), KL85, Pyramid, Radio 19… Allemaal opgestart door oud-medewerkers van Radio Gemini. 
https://radiovisie.eu/kortrijk-bakermat-van-de-radio-in-west-vlaanderen-4-audio-2/?highlight=KL85
In november 2020 namen Thierry Missiaen (medewerker 1982 tot 1990) en Tom Decouttere het initiatief 'Gemini' terug tot leven te brengen als muziekstream/webradio, Gemini Online via de site www.radiogemini.be.
Op 7 september 2023 start online-radio Gemini met gepresenteerde programma's op initiatief van (geminist) Thierry Missiaen. De aftrap gebeurt met een programma van Paul Vincke en Edward Klein (die reeds snel weer afhaakte).
https://radiovisie.eu/blad-1860-radio-gemini-dab-in-hamburg-joe/

## Bekende medewerkers[10]
- Peter Baert (1963-2016): sportjournalist[11] VTM en Pitstop Tv
- Wim Coryn (alias Wim Vossen) (1959): radio- en televisiepresentator & filmproducent
- Ignace Crombé (alias Ignace Blokker) (1956-2022): presentator, organisator, promotor en BV, bekend van Miss Belgian Beauty verkiezingen en eventbureau Animô
- Christiane Leenaerts (artiestennaam Ann Christy) (1945-1984): zangeres [12]en radiopresentatrice
- Alain Claes (1968): radiopresentator
- Jan de Hoop (alias Frank Van Der Mast) (1954): gewezen radiopresentator zeezenders; ex-radioman RTL/NPO
- Peter Nijdens (alias Peter Van Dam) (1952-2018): radiopresentator met zeezenderverleden & hilversum3
- Kitty Prins (1930-2000): Nederlandse zangeres en radiopresentatrice[13]
- Diederik Decraene (alias Hans Van Gelder): eindredacteur VTM Nieuws, ceo Brandy
- Thierry Missiaen (alias funky thierry) (1961): ex-radioman, reclamejongen en columnist
- Jean-Luc Bostyn (alias Tom Bremer) (1953): radioman / mediajournalist, stichter en uitgever RadioVisie
- Stefaan Six (alias Staf de zesde): tv-reporter WTV/FOCUS
- Frits Gevaert (alias Fredo Vanpoort): ex-radioman, zaakvoerder 'temple of tune' (opnamestudio)
- Alain Declercq: cameraman (WTV/FOCUS, VTM...), videomonteur, videomaker
- Marc Coopman (alias Mac Kenzie): mecenas Radio Gemini, ex-nijveraar Liften Coopman-Kuurne
- Fabian Croes (alias Mike Davies): radioman, oprichter radio 19 en zaakvoerder FCP media
- Rob van Dam (alias Marc Jacobs) : radiomaker (zeezenderverleden radio Mi Amigo) en stemacteur
- Dirk Lodewijckx : directeur televisie / DPG media